# Задунаївка
Задуна́ївка — село Арцизької міської громади в Болградському районі Одеської області в Україні. Населення становить ▬1610 осіб. Задунаївка заснована переселенцями з Болгарії в 1822 році. Оскільки болгари прийшли сюди з-за Дунаю, то й поселення своє вони назвали Задунаївкою.

## Географія
Задунаївка знаходиться на відстані 50 км від районного центру — м. Болград та за 220 км від обласного центру — м. Одеса. Слід зазначити сприятливе розташування Задунаївки.

## Історія
За офіційними даними село засноване в 1822 р.
Однак є й інші факти більш раннього заселення території нинішньої Задунаївка — в 1817 р болгарами зі Сливенського округу (Болгарія) і меншою мірою з Пловдивського і Врачанського округів з прізвищами Георгієви та Станчеви. У 1843 г.- населення нараховувало вже понад 120 сімейств.
Спочатку село було названо «Задунаївка», так зветься воно і донині. Мотивовано назва тим, що переселенці прибули на нове місце проживання і тепер знаходилися щодо Батьківщини Болгарії за Дунаєм.
В 1866–1867 роках у селі працював учителем Христо Ботев — національний герой Болгарії, журналіст і поет.
2 червня 1990 року в селі відкрили пам'ятник Ботеву. 
25 жовтня 2008 року з ініціативи Одеської обласної державної адміністрації та за активної підтримки місцевої громади в селі відкрито Музей Христо Ботева. Завідувачкою та екскурсоводкою музею є Ірина Данєва.
12 червня 2020 року, відповідно до Розпорядження Кабінету Міністрів України від № 724-р «Про визначення адміністративних центрів та затвердження територій територіальних громад Одеської області», увійшло до складу Арцизької міської територіальної громади.
19 липня 2020 року, в результаті адміністративно-територіальної реформи і ліквідації Арцизького району, село увійшло до складу новоутвореного Болградського району.
У селі зберігся старий вітровий млин, один з чотирьох в Одеській області.

## Населення
Згідно з переписом 1989 року населення села становило 2195 осіб, з яких 1042 чоловіки та 1153 жінки.
За переписом населення 2001 року в селі мешкало 2025 осіб.

### Мова
Розподіл населення за рідною мовою за даними перепису 2001 року:
| Мова       | Відсоток |
| ---------- | -------- |
| болгарська | 91,6 %   |
| українська | 3,8 %    |
| російська  | 3,56 %   |
| румунська  | 0,64 %   |
| гагаузька  | 0,15 %   |
| циганська  | 0,1 %    |
| білоруська | 0,05 %   |

## Символіка

### Герб
В основі герба композиція з трьох кольорів — срібного, зеленого і червоного, яка символізує перших болгарських поселенців і єдність, добробут, мир і злагоду народів які проживають в селі. Млин в християнстві символізує Ісуса Христа і наділений тим же значенням, що і душильний прес (гніт), подібно зернам під жорнами та виноградної лози в давильні — «яка гине» на благо людей, подібно як Христос терпів смертні муки заради порятунку роду людського. Виноградна лоза вказує на поширення виноградарства в селі та є символом родючості та багатства. Золотий колір є символом багатства, благородства, достатку. Срібний, білий колір символізує чистоту і невинність. Червоний символізує красу, мужність, боротьбу, а також болгарського революціонера Христо Ботева, який учителював у селі в 1866 році. Зелений колір символізує родючість і процвітання сільського господарства.